# Robert Robinson (remero)
Robert Robinson es un deportista neozelandés que compitió en remo. Ganó una medalla de plata en el Campeonato Mundial de Remo de 1979, en la prueba de ocho con timonel.

## Palmarés internacional
| Campeonato Mundial | Campeonato Mundial | Campeonato Mundial | Campeonato Mundial |
| Año                | Lugar              | Medalla            | Prueba             |
| ------------------ | ------------------ | ------------------ | ------------------ |
| 1979               | Bled (Yugoslavia)  | Medalla de plata   | Ocho con timonel   |